# Campionato giapponese di calcio a 5
Il Campionato giapponese di calcio a 5 è una competizione sportiva giapponese riservata alle squadre di Calcio a 5 e gestita dalla Japan Futsal Federation. Si articola in formula all'italiana di partite di andata e ritorno ed è composto da 3 categorie: F. League, Lega Regionale 1, Lega Regionale 2. La F. League è a girone unico composta da 12 squadre, la lega regionale 1 prevede un girone per ogni regione, mentre la lega regionale 2 non è presente in tutte le regioni ma anch'essa presenta un unico girone. La F. league prevede i play-off ma non presenta i play-out poiché non ci sono retrocessioni, Tutti gli altri campionati, prevedono formule diverse in base alla regione di appartenenza. Sono presenti anche varie coppe come la Ocean Cup, competizione riservata alle squadre della massima serie, poi c'è la Puma Cup (All Japan Futsal Championship), competizione disputata dalle migliori squadre regionali e da tutte le squadre di F League infine c'è la Futsal Regional Champions League, competizione riservata alle migliori squadre regionali.

## Attuale sistema
| Livello | Livello | Serie                                           | Serie                                           | Serie                                           | Serie                                           | Serie                                           | Serie                                           | Serie                                           | Serie                                           | Serie                                           | Serie                                           | Serie                                           | Serie                                           | Serie                                           | Serie                                           | Serie                                           | Serie                                           | Serie                                           | Serie                                           |
| ------- | ------- | ----------------------------------------------- | ----------------------------------------------- | ----------------------------------------------- | ----------------------------------------------- | ----------------------------------------------- | ----------------------------------------------- | ----------------------------------------------- | ----------------------------------------------- | ----------------------------------------------- | ----------------------------------------------- | ----------------------------------------------- | ----------------------------------------------- | ----------------------------------------------- | ----------------------------------------------- | ----------------------------------------------- | ----------------------------------------------- | ----------------------------------------------- | ----------------------------------------------- |
| 1       | 1       | la Japan Futsal Federation F. League 12 squadre | la Japan Futsal Federation F. League 12 squadre | la Japan Futsal Federation F. League 12 squadre | la Japan Futsal Federation F. League 12 squadre | la Japan Futsal Federation F. League 12 squadre | la Japan Futsal Federation F. League 12 squadre | la Japan Futsal Federation F. League 12 squadre | la Japan Futsal Federation F. League 12 squadre | la Japan Futsal Federation F. League 12 squadre | la Japan Futsal Federation F. League 12 squadre | la Japan Futsal Federation F. League 12 squadre | la Japan Futsal Federation F. League 12 squadre | la Japan Futsal Federation F. League 12 squadre | la Japan Futsal Federation F. League 12 squadre | la Japan Futsal Federation F. League 12 squadre | la Japan Futsal Federation F. League 12 squadre | la Japan Futsal Federation F. League 12 squadre | la Japan Futsal Federation F. League 12 squadre |
| 2       | 2       | Lega Regionale-1 (un girone a regione)          | Lega Regionale-1 (un girone a regione)          | Lega Regionale-1 (un girone a regione)          | Lega Regionale-1 (un girone a regione)          | Lega Regionale-1 (un girone a regione)          | Lega Regionale-1 (un girone a regione)          | Lega Regionale-1 (un girone a regione)          | Lega Regionale-1 (un girone a regione)          | Lega Regionale-1 (un girone a regione)          | Lega Regionale-1 (un girone a regione)          | Lega Regionale-1 (un girone a regione)          | Lega Regionale-1 (un girone a regione)          | Lega Regionale-1 (un girone a regione)          | Lega Regionale-1 (un girone a regione)          | Lega Regionale-1 (un girone a regione)          | Lega Regionale-1 (un girone a regione)          | Lega Regionale-1 (un girone a regione)          | Lega Regionale-1 (un girone a regione)          |
| 3       | 3       | Lega Regionale-2 (un girone a regione)          | Lega Regionale-2 (un girone a regione)          | Lega Regionale-2 (un girone a regione)          | Lega Regionale-2 (un girone a regione)          | Lega Regionale-2 (un girone a regione)          | Lega Regionale-2 (un girone a regione)          | Lega Regionale-2 (un girone a regione)          | Lega Regionale-2 (un girone a regione)          | Lega Regionale-2 (un girone a regione)          | Lega Regionale-2 (un girone a regione)          | Lega Regionale-2 (un girone a regione)          | Lega Regionale-2 (un girone a regione)          | Lega Regionale-2 (un girone a regione)          | Lega Regionale-2 (un girone a regione)          | Lega Regionale-2 (un girone a regione)          | Lega Regionale-2 (un girone a regione)          | Lega Regionale-2 (un girone a regione)          | Lega Regionale-2 (un girone a regione)          |

## F. League
La F. League nasce ufficialmente nel 2007, dopo la decisione della Japan Futsal Federation di creare una lega unica, abbandonando la modalità a campionato in unica sede. Questa competizione è caratterizzata dall'avere una squadra considerata professionista (Nagoya Oceans), mentre le restanti squadre sono semiprofessioniste.

## Lega Regionale 1-2
È suddivisa in nove associazioni regionali: il numero di squadre e di livelli cambia in base alla regione. Ciascun girone esprime squadre promosse (solo per la lega 2) e squadre retrocesse: il numero delle promozioni (solo lega 2) e retrocessioni cambia in base alla regione. Nessuna squadra regionale può essere promossa in F. League, infatti le promozioni si basano esclusivamente su particolari criteri (fatturato, strutture, bacino di utenza ect...).
Le migliori squadre regionali di lega 1 disputano La Futsal Regional Champions League, dove viene eletta la migliore squadra di tutte le regioni.

## Ocean Cup
Coppa nazionale nata nel 2008, riservata alle squadre di F. League.

### Albo d'oro
- 2008 Shriker Osaka
- 2009 Shriker Osaka
- 2010 Nagoya Oceans
- 2011 Nagoya Oceans
- 2012 Nagoya Oceans
- 2013 Nagoya Oceans
- 2014 Nagoya Oceans

## Puma Cup
Competizione nata nel 1996, denominata All Japan Futsal Championship, e poi rinominata Puma Cup per motivi di sponsor.
Partecipano alla competizione le migliori squadre regionali e tutte le squadre di F. League.

### Albo d'oro
All Japan Futsal Champioship
| Stagione | Campione                   |
| -------- | -------------------------- |
| 1996     | Koga                       |
| 1997     | Hutiyuu Mizumoto           |
| 1998     | Kouga                      |
| 1999     | FIRE FOX                   |
| 2000     | FIRE FOX IPANEMA'S         |
| 2001     | Cascavel Banff             |
| 2002     | FIRE FOX                   |
| 2003     | PSTC LONDRINA              |
| 2004     | BANFF TOHOKU               |
| 2005     | FIRE FOX                   |
| 2006     | PREDATOR                   |
| 2007     | Taiyo Pharmaceutical/BANFF |

Puma Cup
| Stagione | Campione         |
| -------- | ---------------- |
| 2008     | Bardral Urayasu  |
| 2009     | Fuga Meguro      |
| 2010     | Shriker Osaka    |
| 2011     | Torneo annullato |
| 2012     | Shriker Osaka    |
| 2013     | Nagoya Oceans    |
| 2014     | Nagoya Oceans    |